# Contea di Carnarvon
La contea di Carnarvon è una delle quattro Local Government Areas che si trovano nella regione di Gascoyne, in Australia Occidentale. Si estende su di una superficie di circa 46.663 chilometri quadrati ed ha una popolazione di 5.681 abitanti. L'economia della contea si basa principalmente sull'agricoltura (specialmente banane e pomodori), sulla lana e, più recentemente, sul turismo.